# Tomares
Tomares – gmina w Hiszpanii, w prowincji Sewilla, w Andaluzji, o powierzchni 5,17 km². W 2011 roku gmina liczyła 23 921 mieszkańców.